# Fors seulement

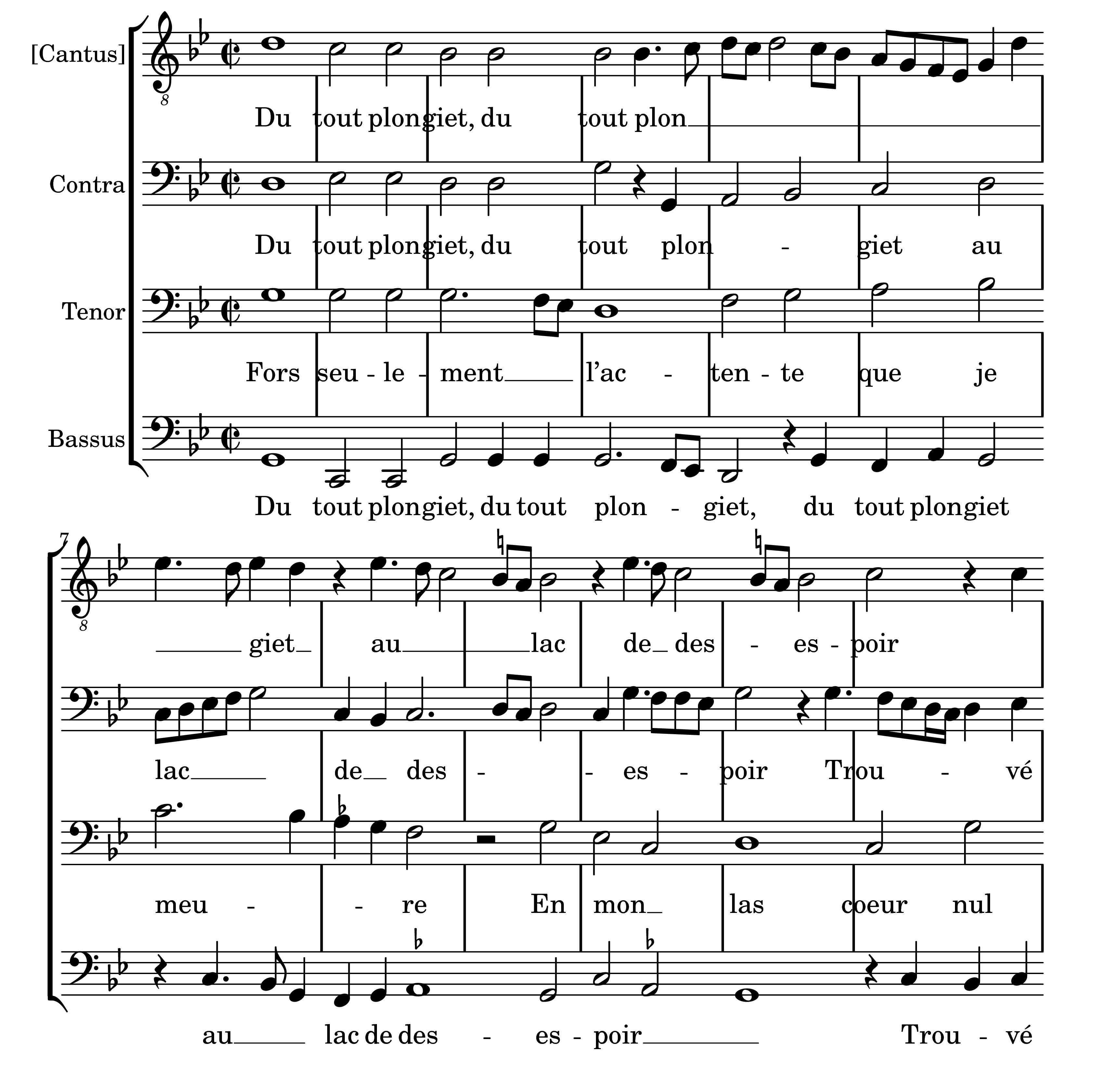
Partition

Fors seulement est une chanson française, populaire en tant que matériau pour des variations et comme cantus firmus. Une première version est attribuée à Johannes Ockeghem - (elle est parfois appelée Fors seulement l'attente pour la différencier de celle qui est intitulée Fors seulement contre). 
Antoine Brumel en composa une version polytextuelle, combinant la partie de ténor de Du tout plongiet avec les paroles et le superius du Fors seulement l'attente d'Ockeghem pour le baryton.

## Paroles
On a ce texte d'une source internet :
Fors seulement latente que je meure,
En mon las cueur, nul espoir ne demeure,
Car mon las cueur si fort me tourmente
Qui n'est douleur que par vous je ne sente,
Pourceque suis de vous perdre bien seure.
Il existe plusieurs versions de ce chant, dont font partie celles de Ockeghem, Josquin, Pipelare, Verbonnet, Obrecht, Pirson, Brumel et Agricola.
Des versions pour la messe comprennent celles d'Ockeghem, Obrecht, Pipelare, Gombert et Carpentras.